# Roberto Solozábal
Roberto Solozábal, né le 15 septembre 1969 à Madrid (Espagne), est un footballeur espagnol, évoluant au poste de défenseur central. Au cours de sa carrière, il évolue à l'Atlético de Madrid et au Betis Séville ainsi qu'en équipe d'Espagne.
Solozábal ne marque aucun but lors de ses douze sélections avec l'équipe d'Espagne entre 1991 et 1993. Il participe aux Jeux olympiques d'été de Barcelone en 1992 avec l'équipe d'Espagne olympique.

## Carrière
- 1987-1989 :  Atlético de Madrid B
- 1989-1997 :  Atlético de Madrid
- 1997-2000 :  Betis Séville[2]

## Palmarès

### En équipe nationale
- 12 sélections et 0 but avec l'équipe d'Espagne entre 1991 et 1993
- Vainqueur des Jeux olympiques d'été de Barcelone en 1992

### Avec l'Atlético de Madrid
- Vainqueur du Championnat d'Espagne en 1996
- Vainqueur de la Coupe d'Espagne en 1991, 1992 et 1996